# 프린스 아발란체
프린스 아발란체(Prince Avalanche )는 미국에서 제작된 데이빗 고든 그린 감독의 2013년 코미디, 드라마 영화이다. 폴 러드 등이 주연으로 출연하였고 제임스 벨퍼 등이 제작에 참여하였다.

## 출연

### 주연
- 폴 러드
- 에밀 허쉬
- 랜스 르걸트

### 조연
- 조이스 페인
- 지나 그랜드
- 린 쉘튼
- 래리 그레취마

## 제작진
- 미술: 리처드 A. 라이트